# Shu Mogi
Shu Mogi (茂木 秀, Mogi Shu, Kanagawa, 15 januari 1999) is een Japans voetballer die als doelman speelt bij Cerezo Osaka.

## Clubcarrière
Mogi begon zijn carrière in 2017 bij Cerezo Osaka.

## Interlandcarrière
Mogi speelde met het nationale elftal voor spelers onder de 20 jaar op het WK –20 van 2019 in Polen.